# فومیو اوتسوبو
فومیو اُوتسوبُو (به ژاپنی: 大坪文雄 Fumio Ōtsubo) (زاده ۵ سپتامبر ۱۹۴۵) کارآفرین و مدیر ارشد اجرایی ژاپنی است، که از سال ۲۰۱۲ به‌عنوان رئیس هیئت مدیره شرکت پاناسونیک فعالیت می‌نماید.